# Critics’ Choice Movie Awards 2010

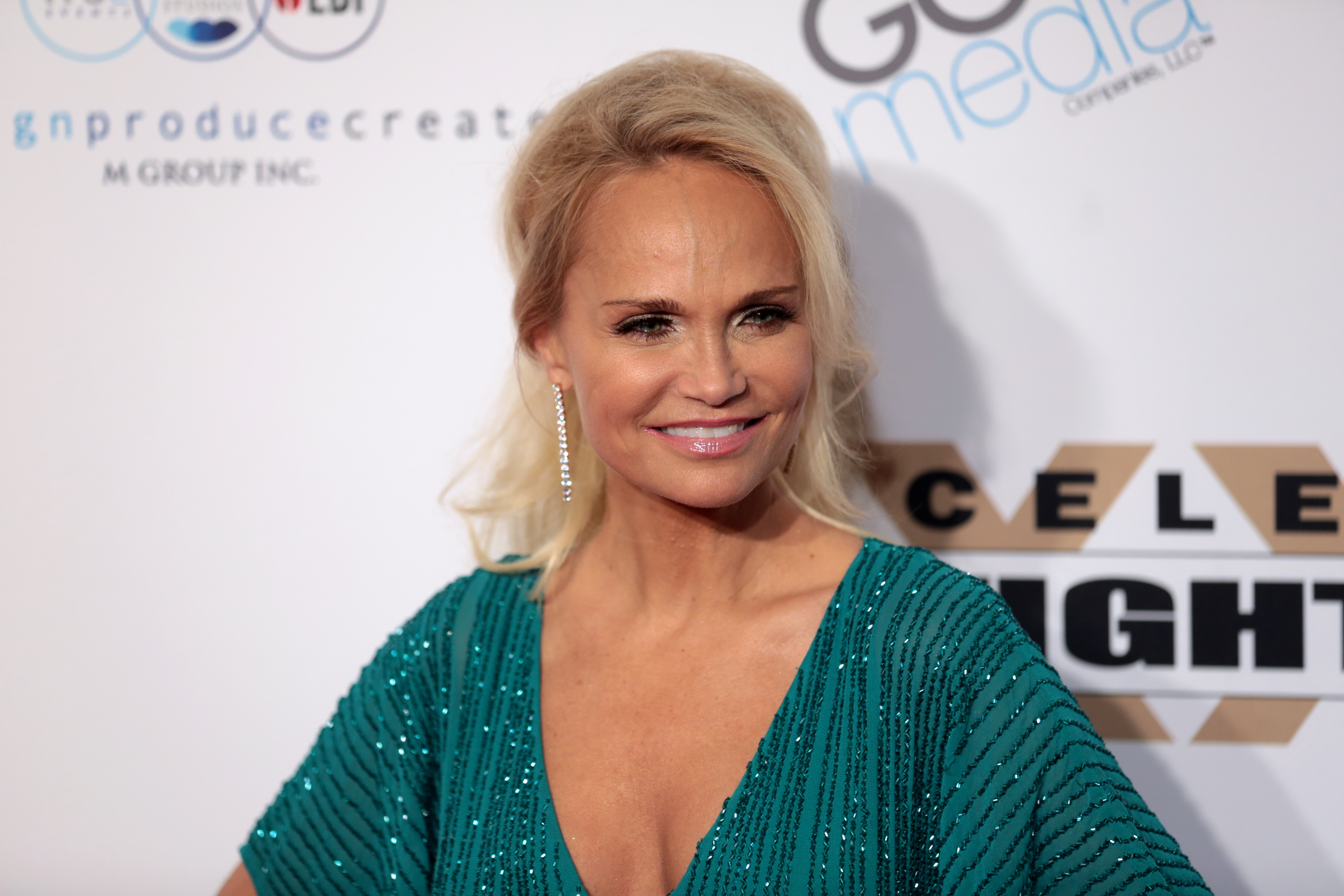
Kristin Chenoweth, Moderatorin der Critics’ Choice Movie Awards 2010

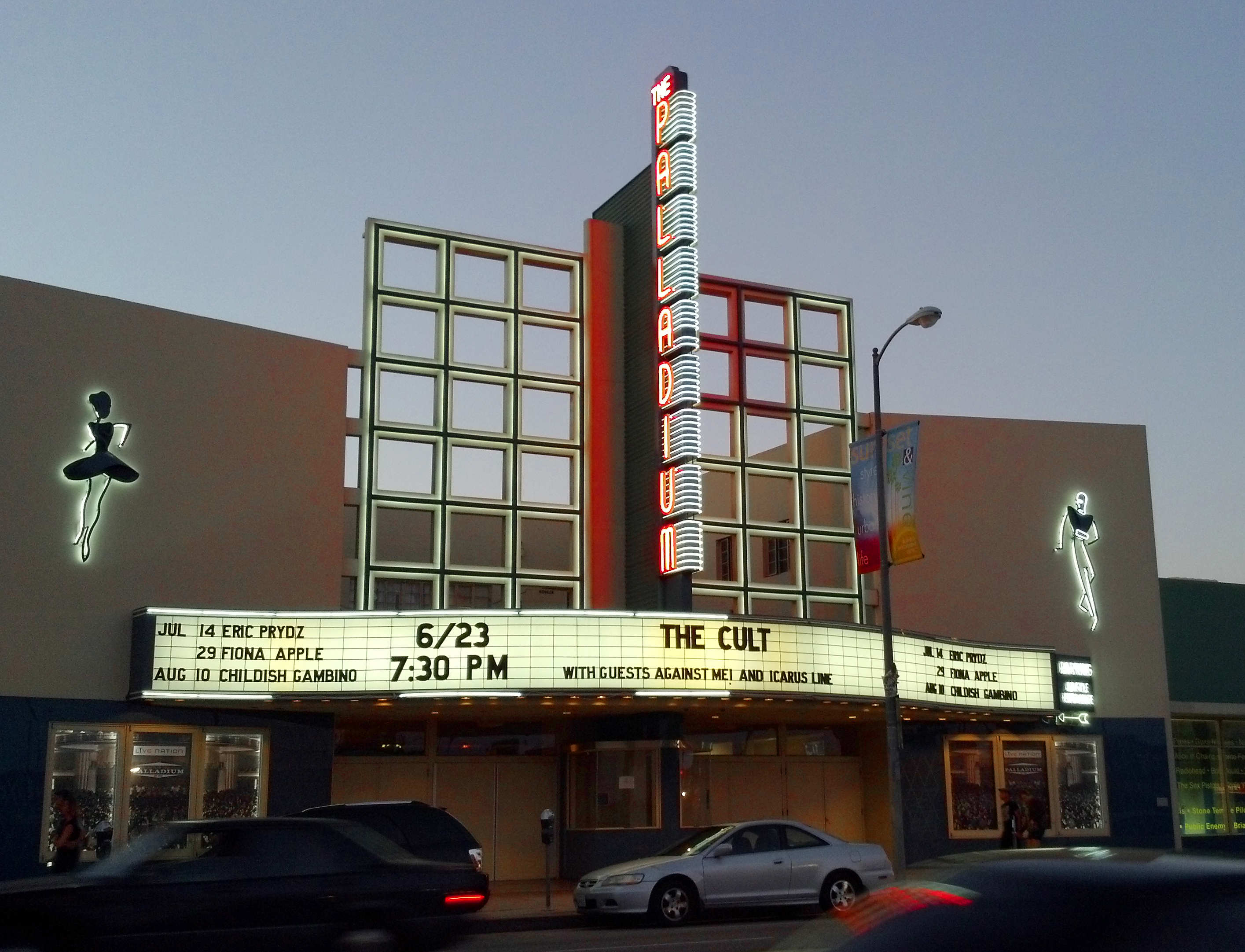
Das Hollywood Palladium, Veranstaltungsort der Critics’ Choice Movie Awards 2010

Die Critics’ Choice Movie Awards 2010 wurden von der Broadcast Film Critics Association am 15. Januar 2010 im Hollywood Palladium Theater am Sunset Boulevard im kalifornischen Los Angeles vergeben. Die Kritiker würdigten auf der insgesamt 15. Verleihung der Awards die besten Leistungen des Filmjahres 2009. Preise wurden in diesem Jahr in 25 Kategorien vergeben. Die Zeremonie wurde von Kristin Chenoweth moderiert und live auf dem US-amerikanischen Kabelsender VH1 ausgestrahlt.

## Gewinner und Nominierte
| Film                                 | N   | A |
| ------------------------------------ | --- | - |
| Inglourious Basterds                 | 100 | 3 |
| Nine                                 | 100 | 0 |
| Avatar – Aufbruch nach Pandora       | 9   | 6 |
| Tödliches Kommando – The Hurt Locker | 8   | 2 |
| Up in the Air                        | 8   | 1 |
| In meinem Himmel                     | 6   | 1 |
| Precious – Das Leben ist kostbar     | 6   | 1 |
| District 9                           | 5   | 1 |
| Star Trek                            | 5   | 0 |
| An Education                         | 4   | 0 |
| Invictus – Unbezwungen               | 4   | 0 |
| A Single Man                         | 4   | 0 |
| Oben                                 | 4   | 2 |
| Wo die wilden Kerle wohnen           | 4   | 0 |
| Küss den Frosch                      | 3   | 0 |
| The Road                             | 3   | 0 |

(fett: Gewinner / eingerückt: weitere Nominierte)

### Bester Film
Tödliches Kommando – The Hurt Locker (The Hurt Locker)
Avatar – Aufbruch nach Pandora (Avatar)
An Education
Inglourious Basterds
Invictus – Unbezwungen (Invictus)
Nine
Precious – Das Leben ist kostbar (Precious)
A Serious Man
Oben (Up)
Up in the Air

### Bester Hauptdarsteller
Jeff Bridges – Crazy Heart
Colin Firth – A Single Man
George Clooney – Up in the Air
Jeremy Renner – Tödliches Kommando – The Hurt Locker (The Hurt Locker)
Morgan Freeman – Invictus – Unbezwungen (Invictus)
Viggo Mortensen – The Road

### Beste Hauptdarstellerin
Meryl Streep – Julie & Julia
Sandra Bullock – Blind Side – Die große Chance (The Blind Side)
Carey Mulligan – An Education
Emily Blunt – Victoria, die junge Königin (The Young Victoria)
Gabourey Sidibe – Precious – Das Leben ist kostbar (Precious)
Saoirse Ronan – In meinem Himmel (The Lovely Bones)

### Bester Nebendarsteller
Christoph Waltz – Inglourious Basterds
Alfred Molina – An Education
Christian McKay – Ich & Orson Welles (Ich & Orson Welles)
Matt Damon –  Invictus – Unbezwungen (Invictus)
Stanley Tucci – In meinem Himmel (The Lovely Bones)
Woody Harrelson – The Messenger – Die letzte Nachricht (The Messenger)

### Beste Nebendarstellerin
Mo’Nique – Precious – Das Leben ist kostbar (Precious)
Anna Kendrick – Up in the Air
Julianne Moore – A Single Man
Marion Cotillard – Nine
Samantha Morton – The Messenger – Die letzte Nachricht (The Messenger)
Vera Farmiga – Up in the Air

### Beste Jungdarsteller
Saoirse Ronan – In meinem Himmel (The Lovely Bones)
Bailee Madison – Brothers
Jae Head – Blind Side – Die große Chance (The Blind Side)
Kodi Smit-McPhee – The Road
Max Records – Wo die wilden Kerle wohnen (Where the Wild Things Are)

### Bestes Schauspielensemble
Inglourious Basterds
Nine
Precious – Das Leben ist kostbar (Precious)
Star Trek
Up in the Air

### Beste Regie
Kathryn Bigelow – Tödliches Kommando – The Hurt Locker (The Hurt Locker)
Clint Eastwood –  Invictus – Unbezwungen (Invictus)
James Cameron – Avatar – Aufbruch nach Pandora (Avatar)
Jason Reitman – Up in the Air
Lee Daniels – Precious – Das Leben ist kostbar (Precious)
Quentin Tarantino – Inglourious Basterds

### Bestes Originaldrehbuch
Quentin Tarantino – Inglourious Basterds
Michael H. Weber, Scott Neustadter – (500) Days of Summer
Mark Boal – Tödliches Kommando – The Hurt Locker (The Hurt Locker)
Ethan und Joel Coen – A Serious Man
Bob Peterson, Pete Docter – Oben (Up)

### Bestes adaptiertes Drehbuch
Jason Reitman, Sheldon Turner – Up in the Air
Nick Hornby – An Education
Neill Blomkamp, Terri Tatchell – District 9
Noah Baumbach, Wes Anderson – Der fantastische Mr. Fox (Fantastic Mr. Fox)
Geoffrey S. Fletcher –  Precious – Das Leben ist kostbar (Precious)
David Scearce, Tom Ford – A Single Man

### Beste Kamera
Mauro Fiore –  Avatar – Aufbruch nach Pandora (Avatar)
Barry Ackroyd – Tödliches Kommando – The Hurt Locker (The Hurt Locker)
Robert Richardson – Inglourious Basterds
Andrew Lesnie – In meinem Himmel (The Lovely Bones)
Dion Beebe – Nine

### Bestes Szenenbild
Rick Carter, Robert Stromberg, Kim Sinclair – Avatar – Aufbruch nach Pandora (Avatar)
David Wasco, Sandy Reynolds-Wasco – Inglourious Basterds
Naomi Shohan, George DeTitta Jr. – In meinem Himmel (The Lovely Bones)
John Myhre, Gordon Sim – Nine
Dan Bishop, Amy Wells – A Single Man

### Bester Schnitt
James Cameron, John Refoua, Stephen E. Rivkin – Avatar – Aufbruch nach Pandora (Avatar)
Bob Murawski, Chris Innis – Tödliches Kommando – The Hurt Locker (The Hurt Locker)
Sally Menke – Inglourious Basterds
Claire Simpson, Wyatt Smith – Nine
Dana E. Glauberman – Up in the Air

### Beste Kostüme
Sandy Powell –  Victoria, die junge Königin (The Young Victoria)
Janet Patterson – Bright Star
Anna B. Sheppard – Inglourious Basterds
Colleen Atwood – Nine
Casey Storm –  Wo die wilden Kerle wohnen (Where the Wild Things Are)

### Bestes Make-up
District 9
Avatar – Aufbruch nach Pandora (Avatar)
Nine
The Road
Star Trek

### Beste visuelle Effekte
Avatar – Aufbruch nach Pandora (Avatar)
2012
District 9
In meinem Himmel (The Lovely Bones)
Star Trek
Transformers – Die Rache (Transformers: Revenge of the Fallen)

### Bester Ton
Avatar – Aufbruch nach Pandora (Avatar)
District 9
Tödliches Kommando – The Hurt Locker (The Hurt Locker)
Nine
Star Trek
Transformers – Die Rache (Transformers: Revenge of the Fallen)

### Bester animierter Spielfilm
Oben (Up)
Wolkig mit Aussicht auf Fleischbällchen (Cloudy with a Chance of Meatballs)
Coraline
Der fantastische Mr. Fox (Fantastic Mr. Fox)
Küss den Frosch (The Princess and the Frog)
Ice Age 3 – Die Dinosaurier sind los (Ice Age: Dawn of the Dinosaurs)

### Bester Actionfilm
Avatar – Aufbruch nach Pandora (Avatar)
District 9
Tödliches Kommando – The Hurt Locker (The Hurt Locker)
Inglourious Basterds
Star Trek
Transformers – Die Rache (Transformers: Revenge of the Fallen)

### Beste Komödie
Hangover (The Hangover)
(500) Days of Summer
Wenn Liebe so einfach wäre (It’s Complicated)
Selbst ist die Braut (The Proposal)
Zombieland

### Bester Fernsehfilm
Die exzentrischen Cousinen der First Lady (Grey Gardens)
Begnadete Hände – Die Ben Carson Story (Gifted Hands: The Ben Carson Story)
Blut, Schweiß und Tränen (Into the Storm)
Taking Chance

### Bester fremdsprachiger Film
Zerrissene Umarmungen (Los abrazos rotos)
Coco Chanel – Der Beginn einer Leidenschaft (Coco avant Chanel)
Red Cliff (赤壁 Chìbì)
Sin nombre
Das weiße Band – Eine deutsche Kindergeschichte

### Bester Dokumentarfilm
Die Bucht (The Cove)
Anvil! Die Geschichte einer Freundschaft (Anvil! The Story of Anvil)
Kapitalismus: Eine Liebesgeschichte (Capitalism: A Love Story)
Food, Inc.
Michael Jackson’s This Is It

### Bestes Lied
„The Weary Kind“ aus Crazy Heart
„All Is Love“ aus  Wo die wilden Kerle wohnen (Where the Wild Things Are)
„Almost There“ aus Küss den Frosch (The Princess and the Frog)
„Cinema Italiano“ aus Nine
„(I Want to) Come Home“ aus Everybody’s Fine

### Bester Komponist
Michael Giacchino – Oben (Up)
Marvin Hamlisch – Der Informant! (The Informant!)
Randy Newman – Küss den Frosch (The Princess and the Frog)
Hans Zimmer – Sherlock Holmes
Carter Burwell, Karen O – Wo die wilden Kerle wohnen (Where the Wild Things Are)